# Tensioattivo

Schema di una micella di tensioattivo. Le molecole di tensioattivo sono situate all'interfaccia delle due fasi. La fase oleosa (ad esempio una goccia di olio) è rappresentata dal cerchio grigio, circondato dalle molecole di tensioattivo, a loro volta circondate dalla fase acquosa (in bianco).

I tensioattivi sono sostanze che hanno la proprietà di abbassare la tensione superficiale di un liquido, agevolando la bagnabilità delle superfici o la miscibilità tra liquidi diversi.
In genere sono composti organici con un gruppo, testa, polare ed una coda non polare; i composti con tali caratteristiche sono detti più in generale "anfifilici" o "anfipatici".
Convenzionalmente una molecola di tensioattivo viene schematizzata da una "testa" idrofila a cui è legata una "coda" idrofoba.
Numerosi tensioattivi, superata la concentrazione micellare critica (cmc, "critical micellar concentration"), si organizzano in aggregati supramolecolari, chiamati micelle. Le micelle si respingono reciprocamente per via della repulsione elettrostatica delle loro "teste" ionizzate, ciò impedisce alle particelle di oli e grassi di riaggregarsi nuovamente mantenendole sospese nell'acqua e consentendone l'allontanamento.

## Storia
In società primitive i panni venivano lavati sbattendoli sulle rocce; il processo poteva essere migliorato usando le foglie di alcune piante che contengono saponine (glucosidi con attività schiumogena e tensioattiva).
Il sapone come tale è certamente noto dall'antichità. Il primo documento scritto risale a Plinio il Vecchio secondo il quale i Galli, gli Egiziani e i Fenici producevano sapone da sego di capra e cenere. Anche nella Bibbia si fa cenno al sapone: "Quando anche tu ti lavassi col nitro e usassi molto sapone, la tua iniquità lascerebbe una macchia dinanzi a me, dice il Signore, l'Eterno" (Geremia 2,22) "e chi potrà sostenere il giorno della sua venuta? Chi potrà rimanere in pié quand'egli apparirà? Poich'egli è come un fuoco d'affinatore, come la potassa dei lavatori di panni" (Libro di Malachia 3,2).
Galeno, il medico di Marco Aurelio (II secolo d.C.), fu apparentemente il primo a riconoscere le qualità pulenti del sapone, ma la sua propaganda non fu molto efficace. Mentre gli uomini cominciarono ad usarlo, le donne erano scettiche, e continuarono ad usare solo acqua.
Nel III secolo l'imperatore Settimio Severo riuscì a promuoverne l'uso.
Nell'VIII e IX secolo l'arte di produrre sapone ebbe un discreto sviluppo in Francia sotto Carlo Magno ed in Spagna. Marsiglia fu un centro importante di produzione. Tuttavia il sapone era un articolo di lusso, utilizzato per regali di alto pregio, e quindi di rarissimo uso.
È riportato, come fatto di assoluto rilievo, che la regina Elisabetta I facesse il bagno ben una volta al mese, "che ne avesse bisogno o meno".
Nel XVIII secolo la manifattura del sapone divenne maggiormente diffusa. La limitazione era nella soda caustica che non era facilmente disponibile, mentre il grasso animale lo era. Quindi dalle ceneri di legno si otteneva carbonato di potassio che non è molto efficace né rapido nell'azione; si cominciò a rafforzare la soluzione con calce ottenendo idrossido di potassio e carbonato di calcio; il procedimento semi industriale rendeva necessario l'utilizzo di enormi quantità di legna.
Le foreste furono salvate dal processo Leblanc per la produzione di carbonato di sodio.
Il primo detergente sintetico fu un olio di ricino solfato usato nell'industria tessile dal 1834.
La prima formulazione sintetica risale al 1907 (Henkel GmbH). Il prodotto conteneva percarbonato di sodio, silicato e carbonato di sodio e si chiamava Persil. L'azione sbiancante del percarbonato riduceva il tempo di strofinio e il silicato serviva per sospendere lo sporco ed evitare che si ridepositasse.
Il primo detergente anionico sintetico fu prodotto negli anni '30 dalla Shell solfonando olefine derivanti dal petrolio e si chiamava Teepol.
Dopo la guerra la disponibilità di idrocarburi a basso costo rese attraente l'idea di un detergente di sintesi. La modifica più semplice per eliminare gli svantaggi del gruppo carbossilato fu quella di trasformarlo in un gruppo solfonico. Il propilene era un sottoprodotto molto economico dell'industria del petrolio, così fu scelto come base per ottenere composti a catena lunga, su catalizzatore acido. Il tetramero del propilene è tuttavia una miscela di composti ramificati con il doppio legame in posizione casuale. La solfonazione non era così semplice come con un'olefina terminale e la soluzione più semplice fu quella di alchilare il benzene con questo intermedio e solfonare l'anello. Questo tensioattivo fu la base per i detergenti degli anni '50 e '60. 
Il problema di questi tensioattivi era che non essendo biodegradabili cominciarono a dare problemi ambientali.
In seguito i gruppi aromatici furono sostituiti (totalmente o parzialmente) con gruppi alifatici lineari, meno dannosi per l'ambiente naturale.

## Classi di tensioattivi

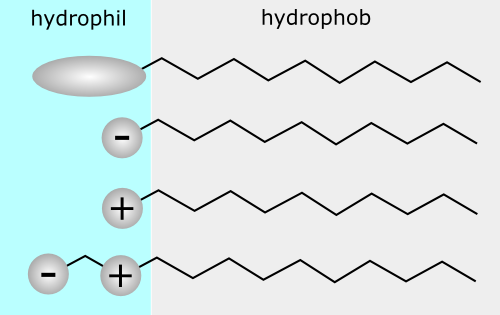
Rappresentazione dei tensioattivi. Dall'alto verso il basso: non ionici, anionici, cationici, anfoteri.

### Tensioattivi non ionici
Sono alcoli a lunga catena, come i derivati poliossietilenici degli acidi grassi o gli APG (alchil-poli-glucosidi, etanolammidi, ammidi etossilate, etossilati amminici, acidi etossilati, cetomacrogol)
Nelle determinazioni analitiche i tensioattivi non ionici sono generalmente indicati con l'acronimo BiAS (Bismute Active Subtances).
Il Triton X-100 è utilizzato come riferimento e standard per la titolazione.

### Tensioattivi anionici
I tensioattivi anionici in genere sono sali costituiti da lunghe catene di atomi di carbonio terminanti con un gruppo carbossilato o solfonato.
Ad esempio numerosi saponi, il sodio lauril solfato (SLS), il lauril etossi solfato (LES), numerosi acidi alchil-benzen-solfonici (ABS).
Nelle determinazioni analitiche, i tensioattivi anionici sono generalmente indicati con l'acronimo MBAS (Methylen Blue Active Subtances) perché il blu di metilene non consente di distinguere tra i vari tipi di tensioattivi anionici: alchilbenzensolfonati ABS, a catena alchilica lineare (LAS), alcani lineari solfonati ecc. I saponi, sebbene rientrino tra i tensioattivi anionici, non sono attivi al blu di metilene.
Hanno un buon potere detergente ma basso potere microbicida.

### Tensioattivi cationici
I tensioattivi cationici sono composti anfifilici con testa carica positivamente, noti per le loro proprietà antimicrobiche e di condizionamento. Le tipologie principali sono:
sali di ammonio quaternario (QAC dal inglese ) classe con alcuni dei più comuni cationici utilizzati come il cloruro di benzalconio, cloruro di cetiltrimetilammonio, bromuro di cetiltrimetilammonio, vengono largamente usati in cosmesi ( shampi, balsami, ammorbidenti ). Una grande limitazione di questi composti riguarda la loro scarsa biocompatibilità infatti molti sono tossici e persistenti per gli ambienti acquatici.
esteri di ammonio quaternario sono sali quaternari di ammonio con due catene alchiliche connesse tramite legami estere (ad es. triethanolamine esterquat). Contengono legami esterificati idrolizzabili che in ambiente acquatico favoriscono la decomposizione del tensioattivo in alcool grassi e sali di betaina o colina , molto più biodegradabili. Ciò conferisce a questa classe minor tossicità e persistenza ambientale conservando l’efficacia di ammorbidenti e condizionanti dei QAC classici.
polimeri cationici, sono catene polimeriche quaternizzate ( poliquaternum-4 ), possiedono ottima solubilità in acqua e capacità di conferire elevata carica positiva superficiale ciò li rende ottimi condizionanti e filmogeni proprietà molto interessanti per il mondo della cosmesi dove trovano ampio utilizzo (es schampi o creme). Possiedono anche un'ottima capacità floculante che trova applicazione nel trattamento delle acque reflue. Hanno molecole di grandi dimensioni, nessun potere schiumogeno e nessuna tossicità antimicrobica intrinseca.

### Tensioattivi anfoteri
I tensioattivi anfoteri sono zwitterioni e si comportano come tensioattivi cationici in ambiente acido o anionici in ambiente alcalino.
Alcuni esempi sono la cocco-ammidopropil-betaina, la dodecil-betaina, la lecitina e gli acidi amminocarbossilici.

## Applicazioni
I tensioattivi trovano numerose applicazioni, per esempio:
- Detergenti
- Emulsionanti
- Inchiostri
- Vernici

### Bagnanti
I bagnanti sono tensioattivi usati a bassa concentrazione, che riducono la tensione superficiale delle gocce d'acqua della soluzione a cui vengono aggiunti, favorendone la distribuzione su un'area più ampia. I bagnanti sono usati nella preparazione delle soluzioni di fitofarmaci; essi favoriscono la formazione di un velo liquido uniforme sulla superficie dei vegetali trattati, aumentando l'efficacia del prodotto.

### Sospensivanti
I sospensivanti sono tensioattivi che favoriscono la dispersione in acqua di un prodotto in polvere, agevolando la formazione di una sospensione uniforme. Sono usati nella preparazione delle sospensioni dei fitofarmaci in polvere, per impedire la sedimentazione delle polveri bagnabili versate nell'acqua.